# شوکوریان
شوکوریان (زبان ارمنی: Շուքուրյան), یکی از نام‌های خانوادگی رایج در میان ارمنیان می‌باشد.
- کیم شوکوریان
- یوری شوکوریان